# Tiberius Oclatius Severus

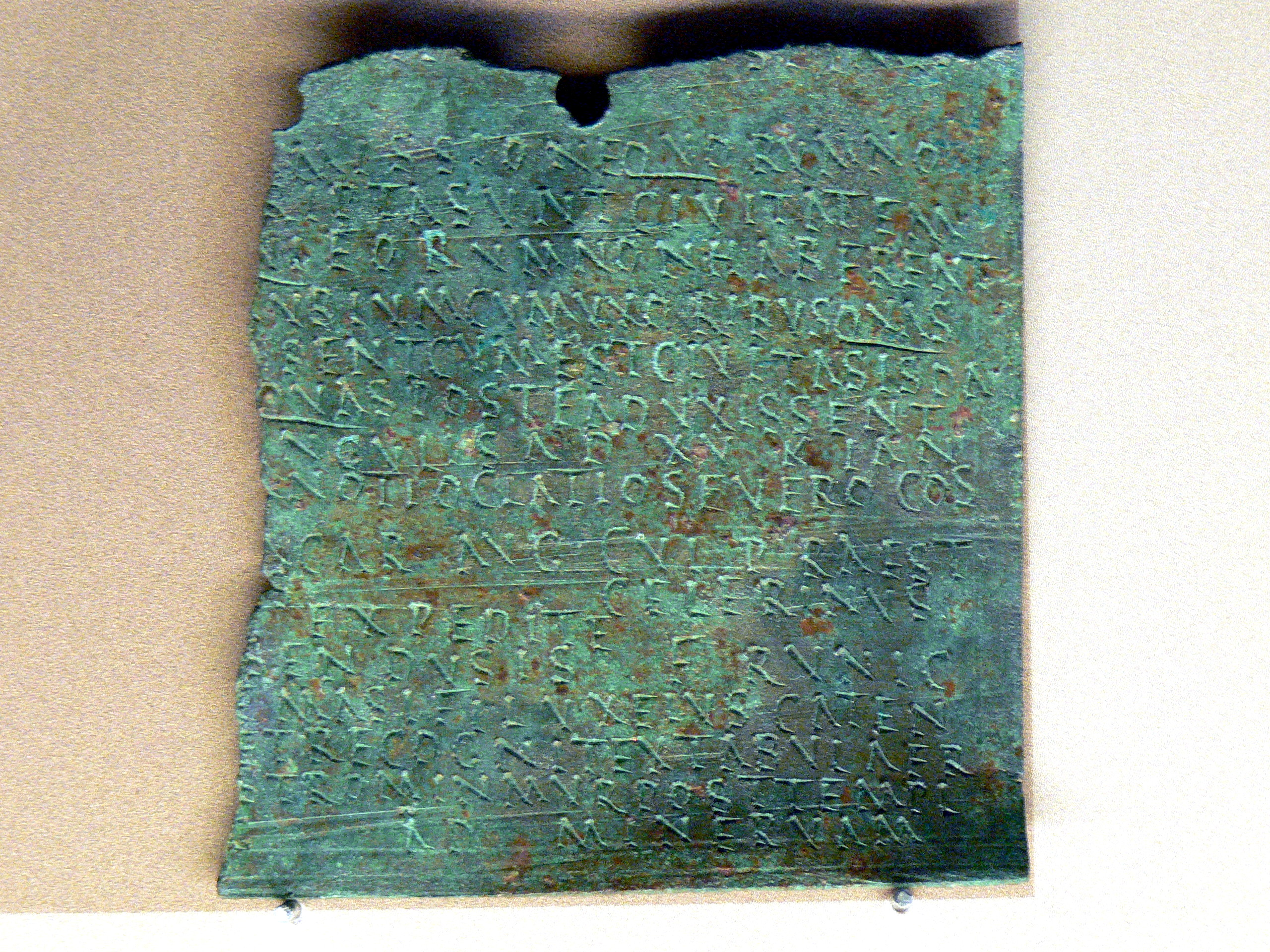
Das Militärdiplom von 160 n. Chr.

Tiberius Oclatius Severus war ein im 2. Jahrhundert n. Chr. lebender römischer Politiker.
Durch ein Militärdiplom, das auf den 18. Dezember 160 datiert ist, ist belegt, dass Severus 160 zusammen mit Ninnius Hastianus Suffektkonsul war; die beiden Konsuln traten ihr Amt vermutlich am 1. Oktober des Jahres an.